# Sarcophagoidea
Super-famille
Les Sarcophagoidea sont une super-famille d’insectes.
Ils représentent une subdivision taxonomique supérieure des diptères calyptratae, qui se distingue des subdivisions des Oestroidea et des Tachinoidea, - chez les imagos - par les caractères suivants : les hypopleures sont pourvus avec un ou plusieurs rangs de macrochètes, sous les stigmates métathoraciques ; les ptéropleures sont poilus ; le cinquième nervure se courbe en angle obtus ou droit.
D’après Martin Hall (1948), cette subdivision supérieure comprend les familles des Sarcophagidae et des Calliphoridae. D’après Boris Rohdendorf (1964), elle a aussi les familles des Rhinophoridae et des Stackelbergomyiidae, Fan Zide (1991, 1997) admet aussi cette classification. Celle-ci est contestée par Thomas Pape et Knut Rognes[réf. nécessaire].